# 나탈리야 사이코
나탈리야 사이코(러시아어: Наталья Сайко, 1948년 1월 12일 ~ )는 러시아의 배우이다. 1989년 소련 러시아 소비에트 연방 사회주의 공화국 정부로부터 공훈예술가 칭호를 받았다.

## 출연 작품
- Противостояние (1985)
- Софья Ковалевская (1985)
- Безумный день инженера Баркасова (1983)
- Голос (1982)
- Совсем пропащий (1973)